# Oreophrynella
Oreophrynella là một chi động vật lưỡng cư trong họ Bufonidae, thuộc bộ Anura. Chi này có 8 loài và 75% bị đe dọa hoặc tuyệt chủng.

## Hình ảnh

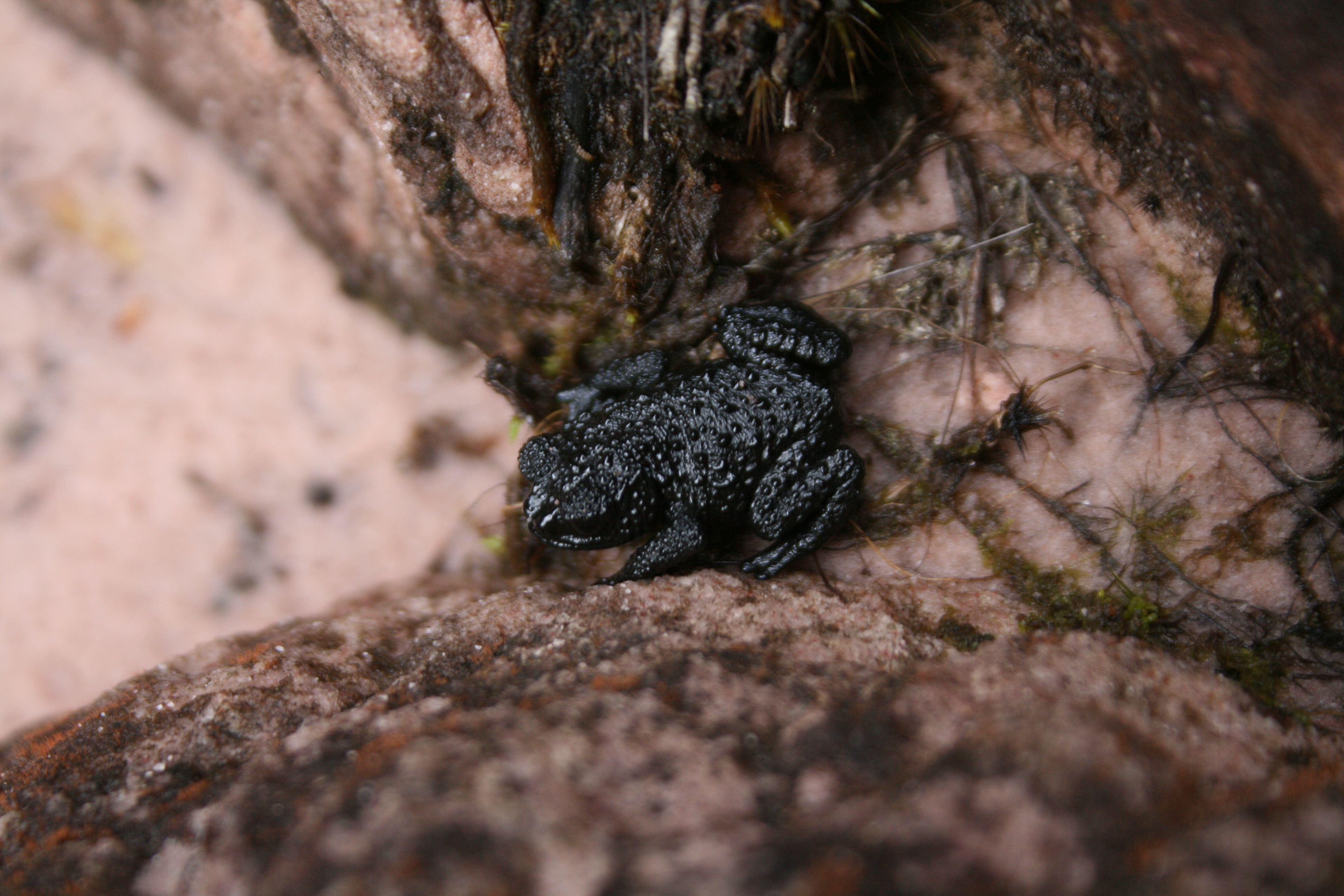